# Квинт Вераний (консул 49 года)
Квинт Вера́ний (лат. Quintus Veranius; умер в 57 году) — римский государственный деятель и полководец, которому греческий философ Онасандр посвятил свою книгу о военной тактике. В 49 году занимал должность ординарного консула.

## Биография
Квинт Вераний принадлежал к неименитому плебейскому роду и приходился сыном первому наместнику Каппадокии (около 18 года), носившему такое же имя. 
Во времена правления императора Тиберия Квинт-младший в качестве военного трибуна служил в IV «Скифском» легионе, а чуть позже — квестором. В 41 году стал плебейским трибуном, а в следующем — претором. В 43 году император Клавдий учредил новую провинцию и направил туда с пропреторскими полномочиями Верания; последний управлял Ликией вплоть до 48 года, и в этот период подавил восстание Цилии Трахеотиды. По своём возвращении в Рим был удостоен патрицианского статуса и консульства на 49 год. Позднее Квинт, благодаря Клавдию, вошёл в состав авгуратной коллегии.
В 57 году Вераний стал проконсулом Британии, сменив на этой должности Авла Дидия Галла. Он изменил политику Дидия по поддержанию существующих границ и начал военные операции против беспокойных силуров на территории нынешнего Уэльса, однако в течение года Квинт умер. В своём завещании он льстил Нерону и утверждал, что будь у него ещё два года, он завоевал бы весь остров. На посту британского наместника Верания сменил Гай Светоний Паулин, и скорость, с которой тот захватил Уэльс, позволяет предположить, что предшественник Светония уже проделал бо́льшую часть работы.